# Fredrik Lundin
Fredrik Daniel Lundin, född 30 april 1975 i Simrishamn, är en svensk simmare, simtränare och ledare inom svensk idrott. Han deltog i medley på bland annat Världsmästerskapen i simsport 1994, Europamästerskapen i simsport 1991 och har tagit flera SM-medlajer.
Lundin är  förbundskapten för det svenska parasimlandslaget. Han har en bred erfarenhet inom svensk och internationell simning.
Lundin har tidigare varit huvudtränare och sportchef i Svenska Triathlonförbundet samt sportchef för simning i Simklubben Neptun.